# Kambalda
Kambalda är en ort i Australien. Den ligger i kommunen Coolgardie och delstaten Western Australia, omkring 560 kilometer öster om delstatshuvudstaden Perth. Antalet invånare är 4 259. Den ligger vid sjön Lake Lefroy.
Trakten runt Kambalda är nära nog obefolkad, med mindre än två invånare per kvadratkilometer.. Det finns inga andra samhällen i närheten. 
Omgivningarna runt Kambalda är i huvudsak ett öppet busklandskap. Genomsnittlig årsnederbörd är 385 millimeter. Den regnigaste månaden är januari, med i genomsnitt 83 mm nederbörd, och den torraste är augusti, med 10 mm nederbörd.